# Max à la guitare et Seny au piano
Pour les articles homonymes, voir Silva.
Max à la guitare et Seny au piano, de leurs vrai noms Maximilien Silva et Seny Silva, est un duo de frères producteurs et compositeurs français.

## Biographie

### Enfance et débuts
D'origine capverdienne, ils grandissent en Seine-et-Marne. Dès l’école primaire, ils sont inscrits au Conservatoire. Maximilien apprend la guitare, et Seny apprend le piano.

### Carrière
Ils commencent par la production d’artiste avec la chanteuse Angelcy. En 2021, elle sort le tube Laisser faire, qui rencontre rapidement un succès sur TikTok. Le titre est certifié single d’or en 2022.
Fin 2022, ils sont contacté par Aya Nakamura pour collaborer ensemble. Ils composent dans un première temps Baby et Beleck tard dans la nuit. Beleck est composé et enregistré en seulement 15 minutes.
Après une année 2024 marquée par plusieurs disques de certification, le duo reçoit la Flamme du compositeur de l'année lors de la cérémonie des Flammes.

## Discographie
Liste non exhaustive.
- 2020:
  - Bailar (Version longue) de SenSey'
  - DLP de SenSey'
  - Intro Sans le bandeau de SenSey'
  - Toute la nuit de SenSey'
  - Rappelle-moi de SenSey'
  - Bailar de SenSey'
  - Jamais de SenSey'
  - Je t'aime de SenSey'
  - Parano de SenSey'
  - Avec moi de SenSey'
  - Peur d'aimer de SenSey'
  - Trop loin de SenSey'
  - Où aller de SenSey'
  - J'avoue, j'avoue de SenSey'
  - Elle danse sexy de Sisik
  - Ma préféré de Sisik
  - Angelo de Sisik
  - Toi que j'ai choisie (Remix) de Sisik
  - Millions de Scridge
  - Black Ops de L2B
- 2021:
  - Laisse faire de Angelcy Or
  - Marrakech de Angelcy
  - Rapelle-toi de Wilson
  - Deux Comme Moi de Ladvlle
  - Pas comme moi de Ozel
- 2022:
  - Nintch de Koba LaD
  - Kel bail de Negrito
  - Longue vie de Ronisia
  - Mélodie (Tatami) de Ronisia Platine
  - Problème de Ronisia feat. CKay
  - Mélodie de Warren Saada
  - Contvct de Rsko Or
  - Sacrifice de Youka
  - Calle de Wejdene feat. Beendo Z
  - Contvct (Remix) de Rsko feat. Aya Nakamura
  - Poto de Wejdene
  - 1er RDV de Ronisia
  - Âmes sœurs de Wejdene
  - Non de Wejdene
  - Jamais de Wejdene
- 2023:
  - Baby de Aya Nakamura Diamant
  - Chacun de Aya Nakamura
  - Beleck de Aya Nakamura
  - J'ai mal de Aya Nakamura Or
  - T'as peur de Aya Nakamura et Myke Towers
  - Bon appétit de Genezio
  - Djo de Franglish
  - Vendredi 13 de Genezio
  - Liv & Max de Skip The Kid
  - Je sais pas de Rsko
  - Ice Ice de Kerchak
  - ZERO de Guy2Bezbar
  - Dans la chambre / Money de L2B Platine
- 2024:
  - LAISSE MOI de KeBlack Diamant
  - J'ai payé de Negrito feat. Franglish
  - 42 de Aya Nakamura Or
  - Karma de Negrito
  - Mi-Temps de Kerchak
  - Dernière chance de Waiv feat. Franglish
  - Position de Franglish Diamant
  - Goodbye de Franglish
  - CORTÈGE de Guy2Bezbar
- 2025:
  - Melrose Place de KeBlack feat. Guy2Bezbar Diamant
  - Tout donner de Naza feat. SDM

## Distinction
| Année | Récompenses | Catégories                       | Résultat | Réf.  |
| ----- | ----------- | -------------------------------- | -------- | ----- |
| 2025  | Les Flammes | Flamme du compositeur de l'année | Lauréat  | [ 4 ] |